# Heartbeat Song
"Heartbeat Song" é uma canção da cantora norte-americana Kelly Clarkson, gravada para o seu sétimo álbum de estúdio Piece by Piece. Foi escrita pela própria intérprete, com auxílio de Kara DioGuardi, Audra Mae e Jason Evigan. O seu lançamento ocorreu a 12 de Janeiro de 2015, através da RCA Records, em formato digital.

## Antecedentes e lançamento
Logo após o lançamento do seu primeiro disco de músicas de natal, Wrapped in Red, em 2013, a cantora afirmou que começou a trabalhar em novo material para o seu próximo álbum de originais com edição prevista para 2014. Numa conferência de imprensa no Vietname, Clarkson confirmou que tinha decidido adiar o início da divulgação para o início de 2015, devido ao relançamento de Wrapped in Red em 2014. Em Janeiro de 2015, a artista recorreu à sua conta oficial no Twitter para revelar algumas pistas sobre o novo material, escrevendo o seguinte: "Proof of life & Dr. Dre #TheNextEpisode" (sic). Dias depois, através de um vídeo com sons de batimentos cardíacos, Kelly confirmou o título do novo single, "Heartbeat Song", com lançamento digital a 12 de Janeiro de 2015 e envio para as rádios norte-americanas no dia seguinte. A 9 de Janeiro foi divulgado uma previsão do tema de 49 segundos, seguido do anúncio da estreia no programa radiofónico Elvis Duran and the Morning Show.

## Faixas e formatos
| Descarga digital |                  |         |  |
| N.º              | Título           | Duração |  |
| 1.               | "Heartbeat Song" | 3:18    |  |

## Desempenho nas tabelas musicais

### Posições
| Tabela musical (2015)                            | Melhor posição |
| ------------------------------------------------ | -------------- |
| Alemanha - Top 100 Singles                       | 18             |
| Austrália - ARIA Singles Chart                   | 38             |
| Áustria - Ö3 Austria Top 40                      | 12             |
| Bélgica - Ultratip (Flandres)                    | 9              |
| Bélgica - Ultratip (Valónia)                     | 25             |
| Canadá - Canadian Hot 100                        | 25             |
| Coreia do Sul - Gaon International Digital Chart | 7              |
| Escócia - Scottish Singles Chart                 | 3              |
| Eslováquia - Singles Digitál Top 100             | 24             |
| Espanha - PROMUSICAE                             | 36             |
| Estados Unidos - Billboard Hot 100               | 21             |
| Estados Unidos - Billboard Pop Songs             | 25             |
| Estados Unidos - Billboard Adult Contemporary    | 2              |
| Estados Unidos - Billboard Adult Pop Songs       | 10             |
| Europa - Euro Digital Songs                      | 8              |
| Irlanda - Top 100 Singles                        | 23             |
| Japão - Japan Hot 100                            | 77             |
| Nova Zelândia - NZ Top 40 Singles'               | 21             |
| Países Baixos - Mega Single Top 100              | 71             |
| Reino Unido - UK Singles Chart                   | 7              |
| Chéquia - Singles Digitál Top 100                | 15             |
| Suécia - Sverigetopplistan                       | 20             |
| Suíça - Schweizer Hitparade                      | 38             |

## Histórico de lançamento
| País           | Data                    | Formato          | Editora discográfica |
| -------------- | ----------------------- | ---------------- | -------------------- |
| Estados Unidos | 12 de Janeiro de 2015   | Descarga digital | RCA                  |
| Estados Unidos | 13 de Janeiro de 2015   | Rádio mainstream | RCA                  |
| Alemanha       | 13 de Janeiro de 2015   | Descarga digital | RCA                  |
| Espanha        | 13 de Janeiro de 2015   | Descarga digital | RCA                  |
| França         | 13 de Janeiro de 2015   | Descarga digital | RCA                  |
| Itália         | 13 de Janeiro de 2015   | Descarga digital | RCA                  |
| Reino Unido    | 22 de Fevereiro de 2015 | Descarga digital | RCA                  |
| Alemanha       | 6 de Março de 2015      | CD single        | Sony Music           |